# Chantemerle-lès-Grignan
Chantemerle-lès-Grignan ist eine französische Gemeinde mit 244 Einwohnern (Stand: 1. Januar 2022) im Département Drôme in der Region Auvergne-Rhône-Alpes; sie gehört zum Arrondissement Nyons und zum Kanton Grignan.

## Geographie
Chantemerle-lès-Grignan liegt etwa 70 Kilometer südsüdwestlich von Valence.
Nachbargemeinden von Chantemerle-lès-Grignan sind Réauville im Norden, Grignan im Osten und Nordosten, Chamaret im Osten, Montségur-sur-Lauzon im Süden und Südosten, Clansayes im Süden und Südwesten sowie Valaurie im Westen und Nordwesten.

## Bevölkerungsentwicklung
| Jahr                       | 1962 | 1968 | 1975 | 1982 | 1990 | 1999 | 2006 | 2013 |
| -------------------------- | ---- | ---- | ---- | ---- | ---- | ---- | ---- | ---- |
| Einwohner                  | 130  | 115  | 94   | 114  | 180  | 177  | 214  | 251  |
| Quellen: Cassini und INSEE |      |      |      |      |      |      |      |      |

## Sehenswürdigkeiten
- Kirche Saint-Maurice aus dem 18. Jahrhundert
- Kapelle Notre-Dame-des-Grâces aus dem 14. Jahrhundert
- mittelalterliche Ortsreste

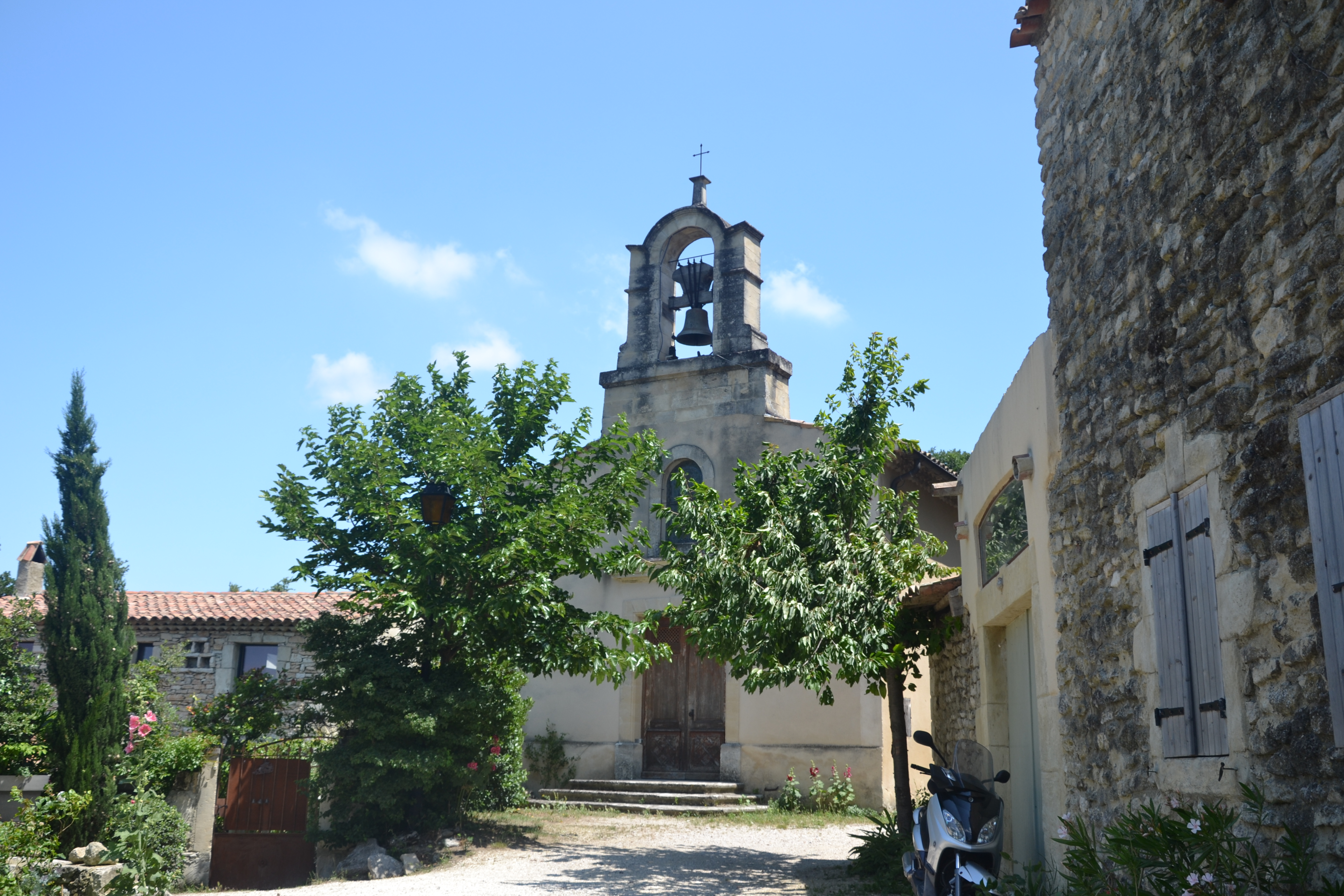
Kirche Saint-Maurice
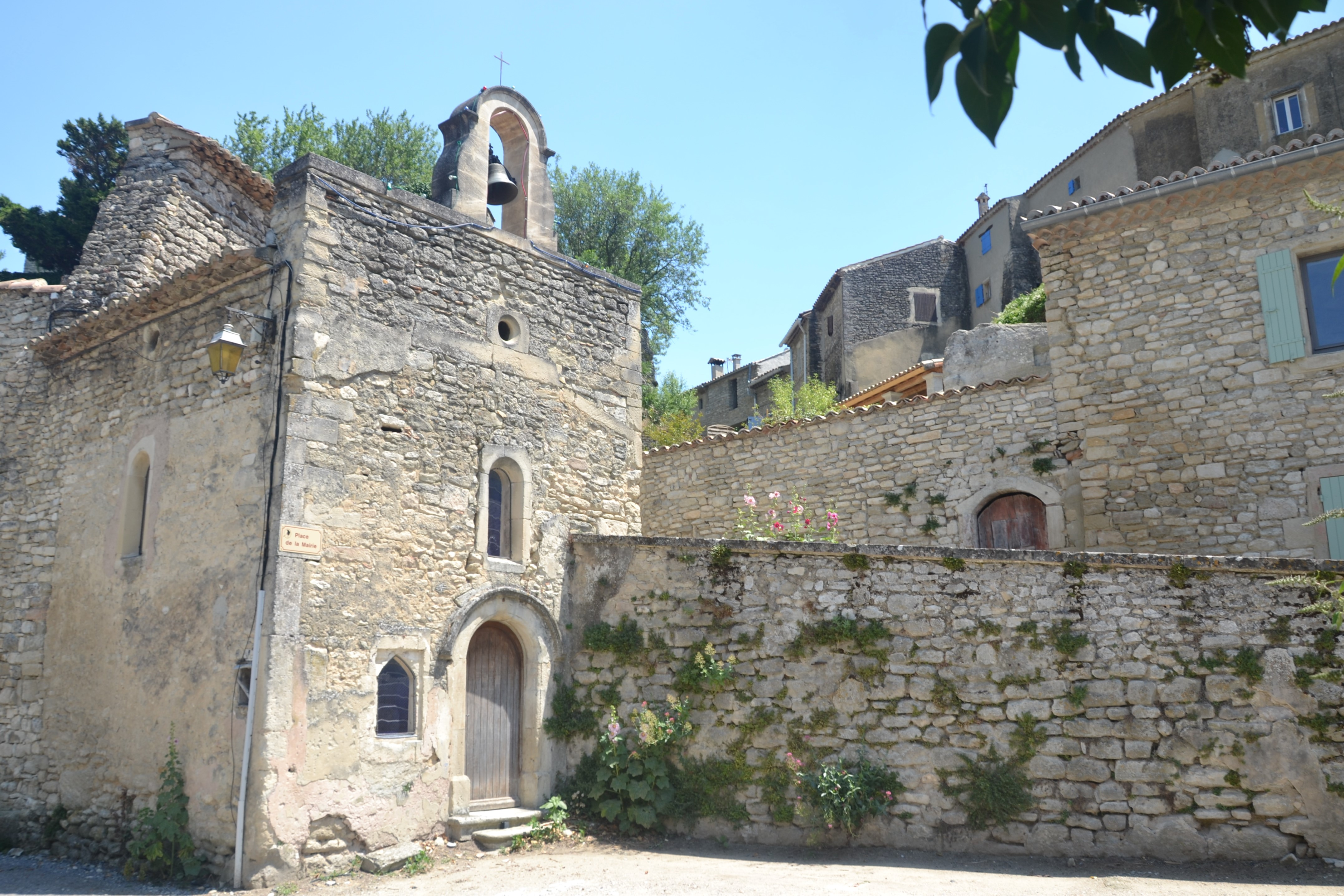
Kapelle Notre-Dame-des-Grâces